# Ivan Mane Jarnović
Ivan Mane Jarnović, també Giovanni Mane Giornovichi, (Palerm, Itàlia, 26 d'octubre, 1747 - Sant Petersburg, Rússia, 23 de novembre de 1804) fou un compositor i violinista italià, d'orígens croates, artísticament actiu en diversos països europeus. A més de les dues variacions esmentades del seu cognom, són nombroses les que se n'han identificat: Jarnowick, Jarnovick, Jarnovichi, Jarnowicz, Garnovik, Giarnovicki o Giernovichi. Sembla que la grafia i la pronunciació del seu nom variava segons el lloc on vivia, actuava o publicava els seus treballs.
Fou deixeble de Lolli, i el 1770 es donà conèixer a París, on aviat assolí gran popularitat com a concertista i compositor, i on aprofità per donar classes a deixebles com el belga Pieltain. El 1779 es traslladà a Berlín, on va romandre quatre anys, més tard visità Viena, Varsòvia, Sant Petersburg, Estocolm i Londres. En la capital austriaca donà classes del seu instrument a Franz Clement.
Les seves obres són de tall agradable i fàcil, devent-se contar entre elles:
- 16 concerts per a violí amb acompanyament d'orquestra de corda i fusta;
- 6 quartets per a instruments d'arc i un gran nombre de duets i sonates per a violí.